# Шоу уродов (фильм)
«Шоу уродов» (англ. Freakshow) — американский фильм 2007 года. Ремейк фильма режиссёра Тода Браунинга «Уродцы» (1932). На большинстве обложек и постеров заявлено, что фильм запрещён в 43 странах мира, однако неизвестно в каких именно. Сильно отличается от книги, на которой был основан первый фильм «Шпоры», в частности судьбой главной героини и отсутствием карлика Ганса, теперь вместо него директор цирка Лон.

## Сюжет
В городок приезжает цирк под названием «Шоу уродов». Местная красавица Люси решает втереться в доверие Лону, директору цирка, и завладеть его деньгами. У них быстро завязываются отношения, дело доходит до свадьбы. Девушка уже придумывает, каким образом устранить Лона после свадьбы: отравить или устроить ему несчастный случай. Во время застолья происходит эксцесс: Люси противно пить из одной посуды с уродами, она срывается и высказывает всем своё истинное отношение, но шайка Люси не хочет отказываться от наживы и отправляет её обратно вымаливать прощения. Зыбкое хорошее отношение к Люси портит убийство бандой одного из уродов. Такого оскорбления «семья» ещё никогда не знала. Они решают жестоко отомстить, убив всех преступников. Но самую страшную месть они уготовили для Люси, зверски изуродовав её, но оставив в живых.
Теперь она стала цирковым уродом без конечностей, кожи и с зашитым ртом — девушка-червь…

## Персонажи
- Директор (Лон) — Старик с деформированным лицом и наростами на спине. Влюбляется в Люси.

Роль исполняет: Кристофер Адамсон.
- Люси — Лидер шайки грабителей, в наказание, «уроды» превращают её в «Девушку-червя».

Роль исполняет: Ребекка Кочан.
- Шерри — Сводная сестра Лона, не доверяла Люси с самого начала, считала ту чужаком. Инициатор расправы над Люси.

Роль исполняет: Шэрон Эдрей.
- Хэнк — Член шайки грабителей, погибает от рук «уродов». Убивает Кимми.

Роль исполняет: Дэйн Россели.
- Силач — Мужчина, крупного телосложения, работает в труппе вместе с другими «уродами».

Роль исполняет: Джеффри Аллен.
- Человек-волк — Один из артистов труппы. Испанец по национальности

Роль исполняет: Диего Баркинеро.
- Великий Ривами — Факир, тело которого покрыто татуировками. Подвешивает себя за кожи на крюки, демонстрируя огромную терпимость к боли.

Роль исполняет: Джимми Голдман.
- Бобби — Бобби — Гермафродит, аналог Джозефины Джозеф из оригинального фильма.

Роль исполняет: Эми Дантон.
- Девушка-каннибал — Соблазняет одного из воров, после чего убивает, разорвав зубами его горло.

Роль исполняет: Аманда Уорд.
- Маленькая Кимми — Самая маленькая участница труппы, подслушала разговор воров из шайки, за что поплатилась жизнью.

Роль исполняет: МакКена Гю.
- Человек-слон — Аналог Джозефа Меррика. Был очень дружен с Кимми, но был не в состоянии играть с ней.

Роль исполняет: Джон Кэрус.

## В ролях
- Кристофер Адамсон — Лон
- Ребека Кочан — Люси, Девушка Червь
- Дэйн Росселли — Хэнк
- Роб Дэниэл — начальник службы безопасности
- Марк Престон Миллер — Ли
- Дин Н. Аревало — Эл
- Джейсон ДеПарис — Эрни